# زغالک

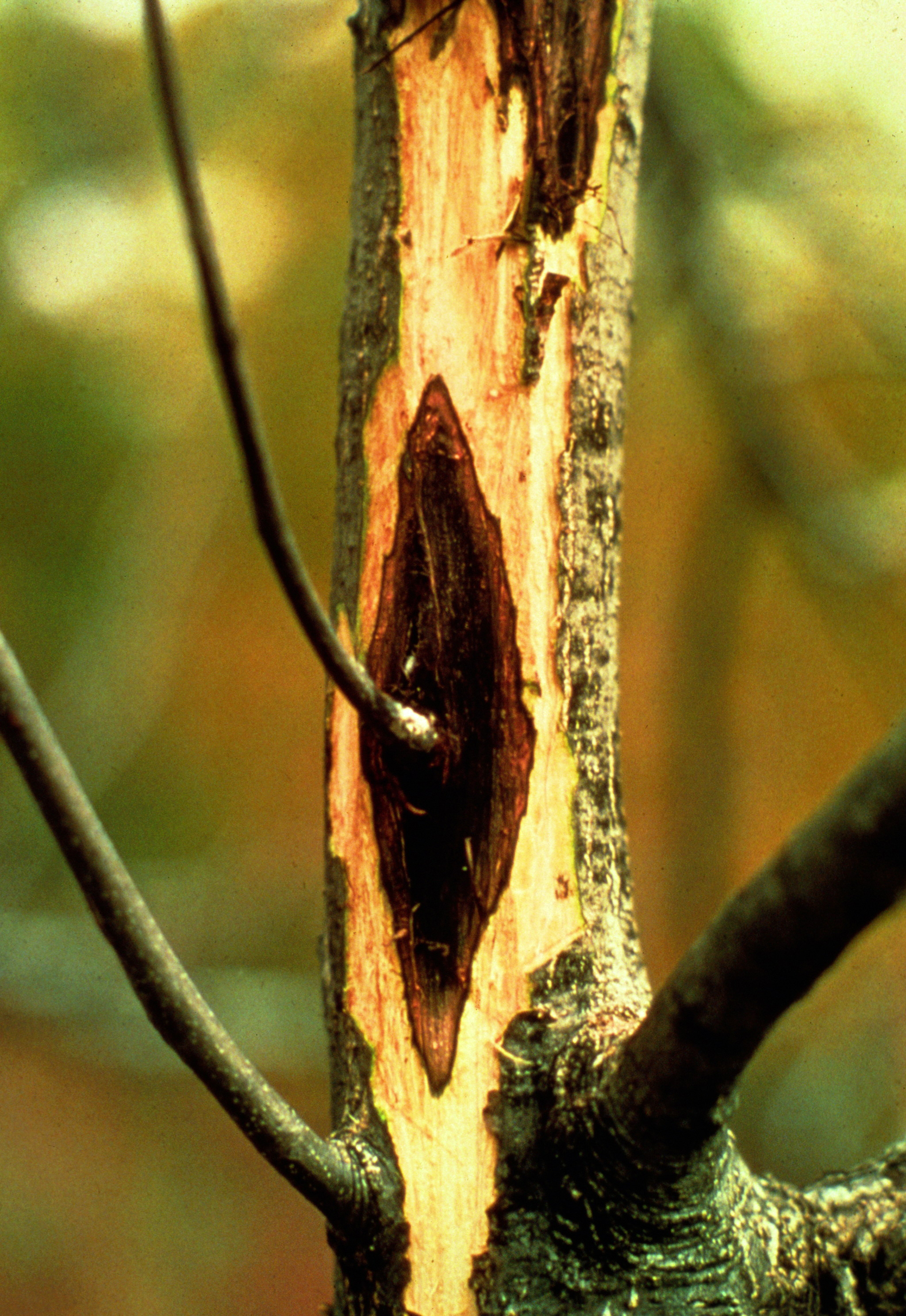
زغالک درخت گردوی سفید برای این درخت‌ها کشنده است و درمانی هم ندارد.

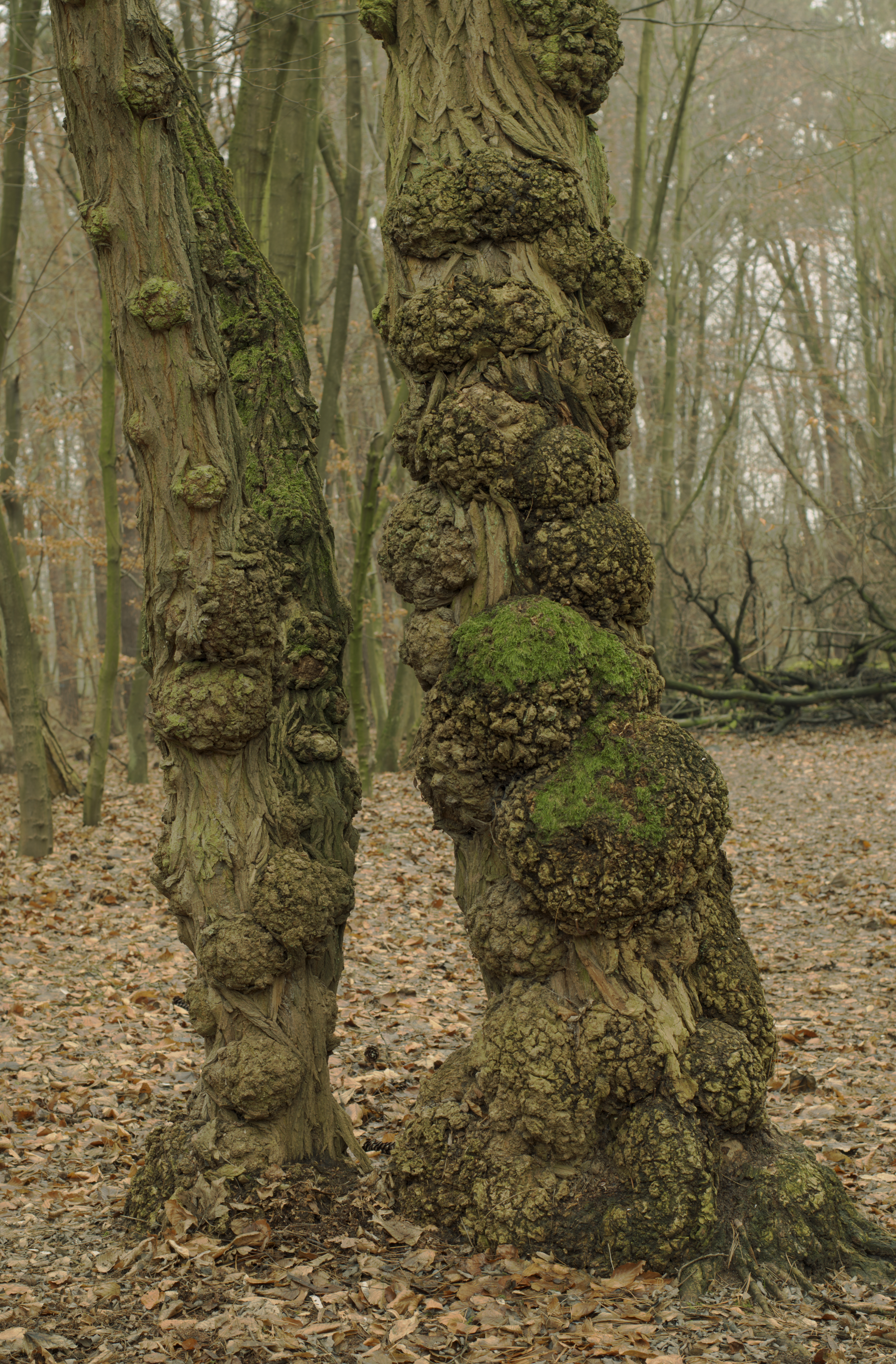
زغالک بر روی درختان بلوط.

زُغالک (anthracnose) دسته‌ای از بیماری‌ها در گیاهان است که عامل آن قارچ‌های راستهٔ ملانکونیالس (Melanconiales) است و معمولاً به‌صورت لکه‌های فرورفته در نتیجهٔ بافت‌مردگی ظاهر می‌شود.
این لکه‌ها آهسته‌آهسته و اغلب طی سالیان متمادی رشد می‌کنند. زغالک در برخی موارد پیامدهای بد کمی برای گیاه دارد اما در برخی موارد نیز می‌تواند برای گیاه کشنده باشد.